# 배당수익
배당수익(配當收益, dividend yield), 배당수익성 또는 배당수익률, 배당금-가격 비율(dividend–price ratio)은 주당 배당금을 주당 가격으로 나눈 값이다. 이는 또한 주식 수가 일정하다는 가정 하에 회사의 연간 배당금 총액을 시가총액으로 나눈 값이기도 하다. 종종 백분율로 표시된다.
배당수익률은 투자에 대한 배당수익을 계산하는 데 사용된다.

## 분석
역사적으로 많은 투자자들 사이에서는 더 높은 배당수익률이 바람직한 것으로 간주되어 왔다. 높은 배당수익률은 주식 가격이 저평가되었거나 회사가 어려운 시기를 겪었고 향후 배당금이 이전 배당금만큼 높지 않을 것이라는 증거로 간주될 수 있다. 마찬가지로 낮은 배당수익률은 주식 가격이 너무 비싸거나 향후 배당금이 더 높아질 수 있다는 증거로 간주될 수 있다. 일부 투자자는 예를 들어 소매 투자자를 대상으로 펀드 마케팅을 지원하거나 신탁 계약에 묶여 있을 수 있는 자본을 확보할 수 없기 때문에 더 높은 배당수익률이 매력적이라고 생각할 수 있다. 대조적으로, 일부 투자자들은 높은 배당수익률이 매력적이지 않다고 생각할 수도 있다. 아마도 세금이 증가하기 때문일 것이다.
배당수익률은 1990년대에 투자 수익의 주요 형태로 배당금보다 가격 상승이 더 강조되면서 다소 선호되지 않았다.
투자 강도를 결정하는 데 있어서 배당수익률의 중요성은 여전히 논쟁의 여지가 있는 주제이다. 가장 최근에는 포이(Foye)와 발렌틴식(Valentincic, 2017)이 고배당수익률 주식이 더 나은 성과를 내는 경향이 있다고 제안했다. 일부 투자자들은 21세기 초 다우존스 배당수익률이 지속적으로 역사적 최저치를 기록했다는 사실을 시장이 여전히 과대평가되어 있음을 나타내는 것으로 간주한다.

## 같이 보기
- 주가수익률